# Terremoti in Italia nel XXI secolo
La seguente lista contiene la cronologia di alcuni terremoti avvenuti nella regione geografica italiana nel XXI secolo con una magnitudo di almeno 4,0 Richter (o Mw).

## Anni 2000
In Italia, nel primo decennio del XX secolo, l'Istituto nazionale di geofisica e vulcanologia ha registrato 209 terremoti con magnitudo superiore a 4,0 e 18 superiore a 5,0.
I più significativi sono stati:
| Data                        | Epicentro                                                                | Magnitudo | Magnitudo Momento | Intensità massima | Area interessata e note evento | Vittime         |
| --------------------------- | ------------------------------------------------------------------------ | --------- | ----------------- | ----------------- | --- | --------------- |
| 21 agosto 2000 (dettagli)   | Bergamasco, Castelnuovo Belbo, Cortiglione e Incisa Scapaccino, Piemonte | 4,7 ML    | 4,9 Mw            | VII               | L'evento sismico avvenne alle ore 19:14 locali, con l'epicentro vicino alla località di Serra, nel comune di Quattordio. Interessate principalmente le province di Asti e Alessandria con migliaia di segnalazioni di danni e crepe in abitazioni, ma comunque fu sentito bene o male anche nelle altre zone del Piemonte, a Fontainemore (AO), in Liguria e nella Lombardia occidentale; solo strumentalmente a Champorcher (Chateau), Emarese (AO) e in alcuni luoghi dell'Emilia-Romagna più occidentale; avvertito lievemente nella Francia sud-orientale. Ci furono diverse evacuazioni. Sciame sismico fino ad ottobre. | -               |
| 17 luglio 2001 (dettagli)   | Alto Adige (Südtirol)                                                    | 5,2 ML    | -                 | -                 | Interessata la zona tra Merano (Meran) e la Punta Cervina (Hirzer). | 4 (1 indiretta) |
| 6 settembre 2002 (dettagli) | Mar Tirreno, Ustica, Sicilia                                             | -         | 5,6 Mw            | VIII              | Epicentro localizzato in mare aperto a 35 km a nord-est di Palermo. Lo sciame sismico durò fino a novembre. Danni modesti | 2 (indirette)   |
| 29 ottobre 2002 (dettagli)  | Santa Venerina, Catania                                                  | -         | 4,4 Mw            | VIII              | La scossa avvenuta alle 11 con una magnitudo di 4,4 della scala Richter interessò l'area della parrocchia Maria Santissima del Carmelo di Bongiardo. Migliaia di sfollati ma nessuna vittima. | -               |
| 31 ottobre 2002 (dettagli)  | San Giuliano di Puglia, Molise                                           | 5,8 ML    | 6,0 Mw            | VIII-IX           | San Giuliano di Puglia (CB). Crollata una scuola, dove morirono 27 bambini e una maestra. Morirono inoltre altre due donne per il crollo delle loro case. Scosse anche nei mesi successivi. Danneggiati diversi comuni della regione e della Provincia di Foggia. | 30              |
| 11 aprile 2003 (dettagli)   | Piemonte, Valle Scrivia, alessandrino                                    | 4,8 ML    | 5,0 Mw            | VI-VII            | Il sisma si verificò alle ore 11:26:57 locali con l'epicentro in prossimità del comune di Cassano Spinola, nella provincia di Alessandria, mentre l'ipocentro si è attestato a 8,2 chilometri di profondità. Fu proprio molto forte particolarmente a Sant'Agata Fossili, ma comunque anche nei comuni vicini; avvertito distintamente a Novi Ligure, Ovada e Acqui Terme (AL), a Nizza Monferrato e Castelnuovo Belbo (AT), a Genova, Imperia e Bordighera (IM). Diverse scuole furono evacuate. Nei giorni successivi furono stimati danni per 80 milioni di euro in 58 comuni, con 300 sfollati, 5.000 case lesionate e alcuni feriti. | -               |
| 14 settembre 2003           | Bologna, Emilia-Romagna                                                  | 5,0 ML    | -                 | -                 | Epicentro a 30 km a sud di Bologna, a 15–20 km di profondità. È stato avvertito in tutto il centro e nord Italia. | -               |
| 24 novembre 2004 (dettagli) | Salò, Lombardia                                                          | 5,2 ML    | 4,8 Mw            | VII-VIII          | Epicentro a Salò. Numerose le abitazioni danneggiate, 2.000 gli sfollati, per lo più rientrati nelle proprie case in pochi giorni. La frazione Pompegnino di Vobarno risultò il luogo più colpito. | -               |
| 26 ottobre 2006             | Stromboli, Sicilia                                                       | -         | 5,6 Mw            | -                 | Il sisma ebbe come epicentro una zona al largo di Stromboli. Si registrò un successivo piccolo tsunami sulle coste dell'isola. | -               |
| 17 dicembre 2008            | Al largo della Calabria, Mar Tirreno                                     | 5,3 ML    | -                 | -                 | L'ipocentro del sisma fu localizzato in mare, a 45 km circa al largo di Paola (in provincia di Cosenza) ad una profondità di 261 km. La distanza dalla costa e la profondità dell'evento ha attutito moltissimo il terremoto. Percepito comunque molto chiaramente in Sicilia e Calabria. | -               |
| 23 dicembre 2008            | Parma, Emilia-Romagna                                                    | 5,2 ML    | -                 | -                 | Il sisma si verificò alle ore 16:24 locali. Non causò nessun ferito grave ma solo danni moderati ad alcuni edifici storici, ad esempio il Castello di Torrechiara, e a chiese dei centri più direttamente interessati nelle province di Parma e Reggio Emilia. Varie repliche nelle ore successive, ma di minore intensità, la più rilevante si è verificata alle ore 22:58, di magnitudo 4,7 e successivamente un'altra alle ore 00:35 di magnitudo 3,9. | -               |
| 6 aprile 2009 (dettagli)    | L'Aquila, Abruzzo                                                        | 5,9 ML    | 6,3 Mw            | IX-X              | L'evento fu registrato alle 03:32 della notte tra domenica 5 e lunedì 6 aprile. La scossa, insieme a quelle che seguirono nei giorni successivi di grado inferiore, fu nettamente percepita in tutto il centro sud d'Italia, soprattutto a Teramo, Pescara, Chieti e Rieti, ma anche a Terni, Roma, Frosinone, Latina, Isernia, Campobasso, Napoli, Foggia, a settentrione, anche in tutta l'alta valle del Tevere, nelle province di Arezzo, Perugia, Macerata e nell'Appennino tosco-emiliano. Il sisma fu preceduto da diverse scosse con lievissimi danni nei giorni precedenti e da alcune anche nel forlivese e in Friuli. Con una magnitudo momento pari a 6,3 e magnitudo Richter 5,9, al momento è il più grave terremoto, per numero di vittime e danni, del XXI secolo in Italia. La città dell'Aquila è stata evacuata dalla quasi totalità della popolazione. Gravissimi i danni agli edifici e al patrimonio storico-artistico della città e dei comuni limitrofi. Sono crollati la sede della Prefettura e un'ala della "Casa dello Studente" (con dentro diversi studenti universitari, molti dei quali deceduti); seriamente lesionati l'Ospedale Regionale, le sedi dell'Università e la Questura. Letteralmente scomparsa la frazione aquilana di Onna, dove dei circa 300 abitanti ne morirono 41. Nel complesso sono state accertate 309 vittime, più di mille feriti e circa 65.000 sfollati in tutta la zona. | 309             |

## Anni 2010
In Italia, negli anni 2010, l'Istituto nazionale di geofisica e vulcanologia ha registrato 321 terremoti con magnitudo superiore a 4,0 e 35 superiore a 5,0.
I più significativi sono stati:
| Data                        | Luogo                                    | Magnitudo                                    | Magnitudo Momento                            | Intensità massima | Area interessata e note evento | Vittime        |
| --------------------------- | ---------------------------------------- | -------------------------------------------- | -------------------------------------------- | ----------------- | --- | -------------- |
| 27 gennaio 2012             | Corniglio, Emilia-Romagna                | -                                            | 5,4 Mw                                       | -                 | Una forte scossa di terremoto di M 5,4 è stata registrata alle ore 15:53 con epicentro a Roccaferrara nel comune di Corniglio, fra le città di La Spezia e Parma. La violenta scossa è stata registrata ad una profondità ipocentrale di 60,8 km che ha procurato un risentimento in una zona molto ampia del Centro-Nord Italia. Grazie all'estrema profondità il sisma è stato percepito in modo più lieve nella zona epicentrale. | -              |
| 20 maggio 2012 (dettagli)   | Finale Emilia, Emilia-Romagna            | 5,9 ML                                       | 5,86 Mw                                      | VII               | Ore 04:03. una scossa di terremoto di magnitudo 5,9 della scala Richter colpisce l'Italia settentrionale, in particolare l'Emilia-Romagna; l'epicentro è a Finale Emilia (MO) con ipocentro a 6,3 km di profondità. Si contano 7 vittime e ingenti danni a diversi edifici nel modenese e nel ferrarese. Altre scosse oltre il magnitudo 4 si sono verificate nel susseguirsi dei giorni, la cui più forte replica è stata di 5,1 alle 15:18, sempre nello stesso giorno e varie scosse tra i 3 e i 4 circa della scala Richter. | 7              |
| 29 maggio 2012 (dettagli)   | Medolla, Emilia-Romagna                  | 5,8 ML                                       | 5,66 Mw                                      | VII-VIII          | Ore 09:00, scossa avvertita in tutto in gran parte del Nord Italia, si contano 20 vittime e ingenti danni a diversi edifici nel modenese. Il sisma è stato seguito da diverse scosse di replica e da due repliche maggiori: una alle 12:55:57 (magnitudo Richter 5,3, magnitudo momento 5,5) e una alle 13:00:02 (magnitudo Richter 5,2). | 20             |
| 26 ottobre 2012 (dettagli)  | Mormanno, Calabria                       | 5,0 ML                                       | 5,2 Mw                                       | VI                | Ore 01:05 locali. Il terremoto si è verificato nel distretto sismico del Pollino ad una profondità di 6,3 km. La zona in questione era soggetta a una nota sequenza sismica in atto da almeno due anni, ma con scosse quasi esclusivamente di magnitudo inferiore a 3. I comuni più vicini all'epicentro, nel raggio di 10 km, sono Rotonda, in provincia di Potenza, e Laino Borgo, Laino Castello e Mormanno, in provincia di Cosenza. È stato evacuato l'ospedale di Mormanno. Si registrano danni a edifici e a strade. L'unica vittima del sisma, indiretta, è stato un anziano di 84 anni, deceduto a Scalea, in seguito ad un infarto causatogli dallo spavento. La scossa è stata avvertita distintamente anche a Matera e Potenza. | 1 (indiretta)  |
| 21 giugno 2013              | Fivizzano, Toscana                       | 5,2 ML                                       | -                                            | VI                | Ore 12:33 italiane. Terremoto di magnitudo 5,2 nella Lunigiana in alta Toscana al confine fra Liguria ed Emilia Romagna. Alcuni danni e crolli ma nessuna vittima. La sequenza di scosse nei giorni a seguire ha prodotto numerosi terremoti maggiori di M 2,0 fra cui la replica più forte di M 4,4 il 23 giugno | -              |
| 29 dicembre 2013            | San Potito Sannitico, Campania           | 5,0 ML                                       | -                                            | VI-VII            | Ore 18:08 italiane. Forte terremoto avvertito in una vasta area della Campania, Molise, Abruzzo, Lazio e Puglia. Alcuni danni ma nessun ferito. L'epicentro è stato individuato nei pressi di San Potito Sannitico, sul Matese, in Provincia di Caserta. | 1 (indiretta)  |
| 24 agosto 2016 (dettagli)   | Accumoli, Amatrice, Lazio                |                                              | 6,0 Mw                                       | X                 | Ore 3:36 locali. È il secondo peggior terremoto per vittime del XXI secolo, preceduto solo dal terremoto dell'Aquila del 2009. L'evento distrusse i comuni di Amatrice, Accumoli ed Arquata del Tronto (tra Rieti e Ascoli Piceno). L'epicentro è stato registrato ad una profondità di 4 km in corrispondenza di Accumoli. Seguito da uno sciame di repliche (più di 3000 in quattro giorni), la più forte di magnitudo 5,3 alle 04:33 locali con epicentro a Norcia. La scossa principale è stata avvertita per 142 secondi all'epicentro. La scossa principale e le scosse di assestamento sono state avvertite da Rimini a Napoli. | 299            |
| 26 ottobre 2016 (dettagli)  | Castelsantangelo sul Nera, Visso, Marche | -                                            | Due scosse: 5,4 Mw 5,9 Mw                    | -                 | Ore 19:10 e 21:18 locali. Due scosse, collegate all'evento di Agosto, mettono nuovamente in crisi l'Italia centrale. La terra ha tremato a lungo anche a Roma, L'Aquila, Perugia e Terni ed è stata avvertita in Friuli e in Veneto. Le due scosse causano una vittima indiretta a Tolentino e pochi feriti. Migliaia sono gli sfollati e moltissimi danni al patrimonio civile e culturale della zona, flagellata inoltre da piogge torrenziali durate tutta la notte. A causa della seconda scossa la partita Pescara-Atalanta viene interrotta per due minuti e poi ripresa regolarmente. Crolla sulle abitazioni vicine il campanile del Santuario di Santa Maria in Via a Camerino, a Norcia è stata danneggiata la Chiesa di Santa Maria delle Grazie, mentre a Fabriano crolla il liceo classico. Molte linee elettriche sono saltate tra le Marche e l'Umbria. A Roma è stato evacuato il Palazzo della Regione e la Farnesina. Danni fino a Firenze e Napoli, in particolare nelle abitazioni più antiche. Alcuni crolli ad Amatrice e Accumoli, dove furono temporaneamente chiuse le vie di comunicazione. Seguirono centinaia di scosse di assestamento, la più forte delle quali di magnitudo 4,6. | 1 (indiretta)  |
| 28 ottobre 2016             | Mar Tirreno                              | 5,7 ML                                       | -                                            | -                 | Terremoto avvenuto alle ore 22:02 ad una profondità di 474 km. Comune più vicino Ustica a 66 km. Avvertito in Sicilia, Calabria, Campania, Basilicata e Salento. | -              |
| 30 ottobre 2016 (dettagli)  | Norcia, Umbria                           | 6,1 ML                                       | 6,5 Mw                                       | -                 | Ore 7.40 locali. È stato il terremoto più forte per intensità del XXI secolo (Il più forte dal 1980). Il sisma, il più forte della sequenza iniziata il 24 agosto precedente, ha colpito i comuni della Valnerina (Norcia, Castelsantangelo sul Nera, Visso, Ussita e Preci). La scossa è stata avvertita praticamente in tutto il territorio peninsulare. ed è avvenuto a 9,4 km di profondità.A causa del sisma viene distrutta Castelluccio, frazione di Norcia, e crolla quasi totalmente la Basilica di San Benedetto, parallelamente alla Basilica di Santa Rita da Cascia. È stata chiusa per ore l'autostrada vicino a Roma, dove sono stati registrati danni al "La Sapienza". Ad Amatrice crolla la Chiesa di Sant'Agostino. Risultano squarciati l'Ermo Colle di Giacomo Leopardi, a Recanati, e il Monte del Redentore, all'interno dei Monti Sibillini. Parzialmente esondato il fiume Nera, che causa danni alla circolazione ed ai soccorsi. Leggermente danneggiata anche la Galleria degli Stucchi di Jesi. Numeri tragici: 30000 sfollati (25000 nelle Marche e 5000 in Umbria) e 15000 utenze senza energia elettrica e con problematiche legate all'assenza di acqua potabile. Si registrano solo 9 feriti gravi ma nessun morto causato direttamente dal sisma, solo malori. | 2 (indirette)  |
| 18 gennaio 2017 (dettagli)  | Capitignano, Barete, Abruzzo             | Serie di scosse: 5,3 ML 5,4 ML 5,3 ML 5,1 ML | Serie di scosse: 5,1 Mw 5,5 Mw 5,4 Mw 5,0 Mw | -                 | Ore 10:25, 11:14, 11:25 e 14:33 locali quattro terremoti si verificano nell'Italia centrale. La prima forte scossa si registra alle 10:25 (5,3 ML - 5,1 Mw con epicentro a Capitignano, nella Provincia dell'Aquila), successivamente le due più forti (5,4 ML - 5,5 Mw e 5,3 ML - 5,4 Mw, sempre a Capitignano) e poi una quarta (5,1 ML - 5,0 Mw a Barete). I quattro sismi (avvenuti nell'alta Provincia dell'Aquila, al confine con la provincia di Rieti) si verificano in aree sottoposte a gelo e neve e a continue scosse cominciate nell'agosto precedente. Ad Amatrice crolla il Campanile di Sant'Agostino. Ai danni si aggiunge la tragedia dell'Hotel Rigopiano di Farindola, in provincia di Pescara, sul quale si abbatte una valanga che, trascinando anche roccia e tronchi, ha distrutto l'albergo, intrappolando quasi quaranta persone al suo interno; il bilancio finale parla di 11 sopravvissuti e 29 morti. Anche ad Accumoli si segnalano crolli. Gravissimi danni anche a Chieti. Nella capitale per precauzione viene chiusa la metropolitana, che torna a funzionare poche ore dopo le prime scosse. A Teramo un anziano muore sotto le macerie della propria casa mentre due persone vengono estratte in gravi condizioni dalle macerie di un agriturismo. Il Governo invia l'esercito nelle zone colpite mentre 87.000 persone rimangono al freddo senza elettricità. Vengono ritrovati tutti gli allevatori di Arquata del Tronto dati per dispersi. Diverse vie di comunicazione risultano bloccate ed interdette ai soccorsi, lasciando varie frazioni isolate tra cui Montegallo, in provincia di Ascoli Piceno. Vicino a Campotosto un uomo rimane travolto da una slavina e crolla il tetto del municipio. Anche all'Aquila risultano crolli. Le scosse vengono avvertite fino a Roma, Napoli, Firenze, Perugia, Viterbo, Pescara, Chieti, Ascoli Piceno, Ancona, Arezzo, Avellino, Isernia e Termoli. | 29 (indirette) |
| 21 agosto 2017 (dettagli)   | Casamicciola Terme, Campania             | 4,0 ML                                       | 4,0 Mw                                       | VIII              | Ore 20:57 locali. Il terremoto ha una magnitudo di 4,0 e dura circa 5 secondi. Interessata la zona settentrionale dell'isola d'Ischia, tra Lacco Ameno e Casamicciola Terme. È in quest'ultima che viene individuato l'epicentro in zona Maio, a circa 1,7 km di profondità. Il sisma provoca molti danni a Casamicciola, già teatro di un catastrofico sisma nel 1883 dove crollano alcune palazzine, cadono calcinacci e cornicioni e si registra inoltre un blackout. Due donne muoiono travolte dai calcinacci e dalle macerie, 42 persone rimangono ferite mentre oltre 2.600 sono gli sfollati. | 2              |
| 14-16 agosto 2018           | Montecilfone, Molise                     | Serie di scosse: 4,7 ML 5,2 ML 4,5 ML        | Serie di scosse: 4,6 Mw 5,1 Mw 4,4 Mw        | VI                | 14 agosto 2018, ore 23:48 locali. La prima scossa di magnitudo 4,6 avviene a 2 km a sud di Montecilfone (CB), ad una profondità di 19 km. 16 agosto 2018, ore 20:19 locali. La seconda e più forte scossa di magnitudo 5,1 avviene a 4 km a sud-est di Montecilfone, a 20 km di profondità. 16 agosto 2018, ore 22:22 locali. Avviene la terza scossa di magnitudo 4,4, con lo stesso epicentro della scossa precedente e alla profondità di 22 km. Lo sciame sismico è stato avvertito in tutto il Molise, in Campania, in Puglia, nella Basilicata, in Calabria in Abruzzo, nelle Marche e nel Lazio. | -              |
| 6 ottobre 2018              | Santa Maria di Licodia, Sicilia          | 4,8 ML                                       | 4,6 Mw                                       | VI                | Ore 02:34 locali. Una forte scossa di terremoto di magnitudo 4,6 si è verificata a 2 km a sud di Santa Maria di Licodia (CT) ad una profondità di 4 km. L'evento sismico è stato avvertito anche nei comuni di Catania, Misterbianco, Biancavilla, Centuripe, Adrano e Paternò e nelle province di Messina, Enna e Siracusa. Diversi i danni registrati, tra cui il crollo di un pezzo di cornicione della biblioteca comunale a Santa Maria di Licodia, e, sempre in quella zona, il crollo di due case antiche disabitate. Danni con lesioni strutturali si sono verificati anche al municipio della città. A Biancavilla alcuni danni si sono registrati invece nell'ospedale Maria Santissima dell'Addolorata, nella Basilica Collegiata, dove si sono verificati i crolli di alcuni calcinacci delle navate centrali, e nella chiesa di Santa Maria dell'Idria, dove si sono verificati danni alla sagrestia, oltreché alcuni danni anche a due scuole. Ulteriori danni ad altre due scuole si sono registrati anche a Paternò. Tanta paura e agitazione tra i residenti dei comuni colpiti. Circa 40 persone sono state trasportate all'ospedale, alcune per ferite lievi mentre altre per attacchi di panico dovuti allo spavento preso per la scossa. Nessuna vittima accertata. | -              |
| 26 dicembre 2018 (dettagli) | Viagrande, Sicilia                       | 4,9 ML                                       | 5,0 Mw                                       | VII               | Ore 03:19 locali. Una scossa di terremoto di magnitudo 4,9 è stata registrata tra i comuni di Viagrande e Trecastagni, a nord di Catania, a circa 1 km di profondità. La scossa è stata particolarmente avvertita in gran parte della provincia di Catania. Tanta paura e agitazione tra le popolazioni dei comuni che hanno avvertito la scossa, nei quali sono stati segnalati alcuni danni, tra cui diverse lesioni ad alcune abitazioni, la caduta di calcinacci e il crollo parziale di una palazzina a Fleri, frazione di Zafferana Etnea, dalla quale sono state estratte vive due persone, una delle quali morirà due settimane dopo. Altre 28 persone sono rimaste ferite. Questo evento è legato all'incessante attività dell'Etna, che è stata al centro di una nuova eruzione verificatasi due giorni prima e a cui è susseguito uno sciame sismico di oltre 200 scosse tutte per lo più di minore intensità. |                |
| 15 gennaio 2019             | Ravenna, Emilia-Romagna                  | 4,6 ML                                       | 4,3 Mw                                       | IV-V              | Ore 00:03 locali. Una scossa di terremoto di magnitudo Richter 4,6 viene registrata a circa 10 km a sud-est di Ravenna ad una profondità di 21 km. L'evento sismico è stato leggermente avvertito anche a Bologna, Cesena e Forlì fino ad arrivare anche a Venezia e Padova. Lievi danni ad alcune strutture nella zona interessata ma nessun ferito. | -              |
| 9 dicembre 2019             | Scarperia e San Piero, Toscana           | 4,5 ML                                       | 4,5 Mw                                       | VI                | Ore 04:37 locali. Una scossa di magnitudo 4,5 viene registrata a 4 km da Scarperia e San Piero nel Mugello ad una profondità di 9 km. L'evento è stato leggermente avvertito a Firenze, Prato, Pistoia, Arezzo, Bologna e Modena. Lievi danni ad alcune strutture nella zona interessata ma nessun ferito. | -              |

## Anni 2020
| Data              | Luogo                                 | Magnitudo                             | Magnitudo Momento                     | Intensità massima | Area interessata e note evento | Vittime       |
| ----------------- | ------------------------------------- | ------------------------------------- | ------------------------------------- | ----------------- | --- | ------------- |
| 24 febbraio 2020  | Castiglione Cosentino, Calabria       | 4,4 ML                                | 4,3 Mw                                | VI                | Ore 17:02 locali. Una scossa di magnitudo locale 4,4 viene registrata a 4 km ad ovest dal comune di Castiglione Cosentino (CS) e ad 8 km dalla città di Cosenza ad una profondità di 9 km. La scossa è stata intensamente avvertita nella provincia di Cosenza e moderatamente nel resto della regione. Vengono segnalati lievi danni alle cose nella zona epicentrale dell'hinterland cosentino e nel centro storico di Cosenza. Nessun danno alle persone. | -             |
| 22 dicembre 2020  | Vittoria, Sicilia                     | 4,6 ML                                | 4,4 Mw                                | V                 | Ore 21:27 locali. Una scossa di magnitudo locale 4,6 viene registrata a 11 km ad ovest dal Comune di Vittoria (RG) ad una profondità di 30 km. La scossa viene avvertita distintamente nelle province di Ragusa, Siracusa, Catania, Caltanissetta e Agrigento. La scossa viene lievemente avvertita a Palermo, Messina e Reggio Calabria. Non sono segnalati danni a cose e persone. | -             |
| 27 marzo 2021     | Mare Adriatico                        | 5,6 ML                                | 5,2 Mw                                | III               | Ore 14:47 locali. Una scossa di magnitudo locale 5,6 viene registrata nel Mare Adriatico a 60 km a nord dal Gargano, a 56 km dal Comune di Peschici ad una profondità di 10 km. La scossa viene avvertita distintamente in Croazia e nelle regioni Puglia, Molise, Abruzzo, Basilicata, Marche e Campania. Non sono segnalati danni a persone e cose. | -             |
| 22 settembre 2022 | Bargagli, Liguria                     | 4,1 ML                                | 4,0 Mw                                | IV                | Ore 15:39 locali. Una scossa di magnitudo locale 4,1 viene registrata a circa 10 km a nord-est di Genova, a una profondità di circa 10 km. La scossa viene avvertita distintamente nella parte centrale della Liguria, nel basso Piemonte e nell'alta Toscana. Nessun ferito e danni molto limitati. Nei giorni successivi viene registrata una sequenza di scosse, fra cui la replica più forte il 4 ottobre di 3,5 ML. | -             |
| 31 ottobre 2022   | Golfo di Policastro, Scalea, Calabria | 5,1 ML                                | 5,4 Mw                                | II                | Ore 22:42 locali. Una scossa di ML 5,1 e Mw 5,4 viene registrata nel Mar Tirreno, a 7 km ad est dai comuni di San Nicola Arcella e Praia a Mare e a 9 km dalla città di Scalea ad una profondità di 286 km (processo di subduzione dell'Arco calabro). La scossa viene avvertita in tutta la regione Calabria, a Messina, in Basilicata, nel Salento e in alcune località in Campania. Non sono segnalati danni a persone e cose. | -             |
| 9 novembre 2022   | Mar Adriatico, costa pesarese, Marche | Due scosse: 5,7 ML 5,2 ML             | Due scosse: 5,5 Mw 5,1 Mw             | VI - VII          | Ore 7:07 locali. Due scosse, a distanza di un minuto l'una dall'altra, di magnitudo 5,5 Mw e 5,2 ML vengono registrate nel Mar Adriatico, a circa 25 km dalla costa di Senigallia, Fano e Mondolfo ad una profondità di 8 km. La scossa viene avvertita in tutta la regione Marche e nelle regioni Emilia-Romagna, Trentino-Alto Adige, Veneto, Umbria, Toscana, Abruzzo, Lazio, Molise e nei territori settentrionali delle regioni Campania e Puglia. La scossa viene avvertita anche nella sponda opposta dell'Adriatico in Croazia e Bosnia ed Erzegovina. Vengono registrati lievi danni nel pesarese e nell'anconetano. A Pesaro si segnalano dei crolli di calcinacci dalle case, danni rilevanti vengono segnalati presso la Pieve di Santo Stefano a Candelara, di cui viene dichiarata l'inagibilità, inagibile anche la chiesa dei Cappuccini. A Fano alcune crepe in alcune chiese tra cui si segnala la chiesa di Sant'Anastasio a Roncosambaccio, resa inagibile a causa di crolli sparsi della volta della navata centrale e del presbiterio. Ad Ancona si registrano lievi danni nella stazione ferroviaria e si verificano danni minori negli ospedali. Non si registrano feriti. | -             |
| 9 marzo 2023      | Umbertide, Umbria                     | Serie di scosse: 4,4 ML 4,6 ML 3,9 ML | Serie di scosse: 4,3 Mw 4,5 Mw 3,8 Mw | VI - VII          | Ore 16:05 locali. Una scossa di terremoto, di magnitudo 4,3 Mw viene registrata ad est di Umbertide, in Umbria ad una profondità di 10 km. La scossa viene avvertita in tutta l'Umbria, e nelle regioni Marche, Toscana, Lazio e Abruzzo. Nelle ore successive vengono registrate diverse scosse di minore intensità. Ore 20:08 locali, una seconda scossa di magnitudo 4,5 Mw viene registrata sempre ad est di Umbertide ad una profondità di 8 km. Succeduta alle ore 20:13 locali, di una terza scossa di magnitudo 3,8 Mw. A causa delle scosse 13 persone rimango ferite, a causa delle fughe precipitose. Diverse le case danneggiate: a Pierantonio, frazione di Umbertide, il 90% delle abitazioni risultano inagibili. | -             |
| 28 marzo 2023     | Montagano, Molise                     | 4,6 ML                                | 4,6 Mw                                | VI                | Ore 23.52 locali. Una scossa di terremoto, di magnitudo 4,6 Mw viene registrata a Montagano, in provincia di Campobasso in Molise ad una profondità di 23 km. La scossa, preceduta nei giorni precedenti da uno sciame di lieve intensità, viene avvertita in tutto il Molise, e nelle regioni Abruzzo, Lazio, Campania e Puglia. La scossa è succeduta da altre scosse di minore intensità. Alcune case vengono danneggiate lievemente.. | -             |
| 21 aprile 2023    | Aci Castello, Sicilia                 | 4,4 ML                                | 4,2 Mw                                | V                 | Ore 14:06 locali. Una scossa di terremoto di magnitudo 4,2 Mw con epicentro localizzato a 6 km a sud-est di Aci Castello, in provincia di Catania, viene registrata ad una profondità di 17 km. La scossa è stata avvertita in tutta la provincia etnea, oltre che in quelle di Messina, Ragusa e Siracusa. Non sono stati segnalati danni a cose o persone. | -             |
| 1º maggio 2023    | Mar Tirreno, Fuscaldo, Calabria       | 4,8 ML                                | 4,8 Mw                                | II                | Ore 04:41 locali. Una scossa di terremoto di 4,8 Mw è stata registrata nel Mar Tirreno a circa 46 km ad ovest dai comuni di Paola, Fuscaldo e Cetraro ad una profondità di 266 km. La scossa è stata debolmente avvertita data la sua profondità ipocentrale. La scossa rientra nel processo di subduzione dell'Arco calabro. Non sono stati segnalati danni a persone e oggetti. | -             |
| 18 settembre 2023 | Marradi, Toscana                      | 4,8 ML                                | 4,9 Mw                                | VI                | Ore 05:10 locali. Una scossa di terremoto di 4,9 Mw è stata registrata a Marradi, in provincia di Firenze, ad una profondità di 8 km. La scossa è stata distintamente avvertita a Firenze, Bologna, Arezzo, Prato, Pistoia, Siena, Forlì, Cesena, Ravenna, Rimini, Pesaro, Ancona e San Marino. Sono registrati danni a Marradi e Tredozio. Scosse di minore intensità vengono registrate nelle ore successive, la più forte di magnitudo 3,4. | 1 (indiretta) |
| 27 settembre 2023 | Pozzuoli, Campania                    | 4,2 ML                                | 4,2 Mw                                | VI                | Ore 03:35 locali. Una scossa di terremoto di 4,2 Mw è stata registrata a Pozzuoli, che ricade nella città metropolitana di Napoli, ad una profondità di 3 km. La scossa è stata avvertita intensamente nel comune di epicentro e in quelli limitrofi come Bacoli, Quarto, Napoli, Monte di Procida e Marano di Napoli. La scossa, accompagnata da diversi eventi di assestamento, fa parte dello sciame sismico in corso ai Campi Flegrei durante gli anni 2020 causati dal fenomeno del bradisismo flegreo. | -             |
| 27 marzo 2024     | Socchieve, Friuli-Venezia-Giulia      | 4,5 ML                                | 4,1 Mw                                | VI                | Ore 22:19 locali. Una scossa di terremoto di 4,5 ML e 4,1 Mw è stata registrata tra i comuni di Socchieve e Tramonti di Sopra, ad una profondità di 7 km. La scossa è stata avvertita fino in Lombardia e in Emilia-Romagna, in particolare è stata avvertita nelle città di Udine, Pordenone, Gorizia, Trieste, Belluno, Treviso, Venezia, Padova, Vicenza, Verona, Trento e Bolzano. La scossa ha provocato qualche lieve danno. A questo terremoto si susseguono numerose scosse di assestamento fin oltre la metà di aprile, 46 scosse di assestamento in totale, di cui 5 sopra la magnitudo 2.0, le più forti sono state di magnitudo 2.7 (28 marzo 2024, 03:36) e magnitudo 3.4 (5 aprile 2024, 14:28). | -             |
| 1º agosto 2024    | Pietrapaola, Calabria                 | 5,0 ML                                | 5,0 Mw                                | V                 | Ore 21:43 locali. Una scossa di magnitudo 5.0 Mw è stata registrata nelle montagne nei pressi dei comuni di Pietrapaola e Mandatoriccio nel territorio del Parco nazionale della Sila ad una profondità di 24 km. La scossa è stata avvertita in tutta la Calabria, in buona parte della Basilicata, nel Salento e in Provincia di Messina. Non vengono registrati danni alle persone e alle cose. | -             |
| 29 novembre 2024  | Mangone, Calabria                     | 4,2 ML                                | 4,1 Mw                                | IV                | Ore 00:54. Una scossa di magnitudo 4,2 ML è stata registrata ad una profondità di 24 km a Mangone, in provincia di Cosenza. | -             |
| 7 febbraio 2025   | Isole Eolie, Sicilia                  | 4,6 ML                                | 4,7 Mw                                | V                 | Ore 16:19 locali. Una scossa di magnitudo 4,7 Mw è stata registrata ad una profondità di 7 km nelle Isole Eolie. | -             |
| 13 marzo 2025     | Campi Flegrei, Campania               | 4,2 Md                                | 4,4 Mw                                | VII               | Ore 01:25 locali. Una scossa di terremoto 4,4 Mw è stata registrata ad una profondità di 2 km nella zona dei Campi Flegrei, venendo nitidamente avvertita dalla popolazione di buona parte dei centri abitati della città metropolitana di Napoli, in particolare Pozzuoli e il quartiere napoletano di Bagnoli, quest'ultimo il più interessato per quel che riguarda i danni subiti. Diverse le segnalazioni dei residenti riguardanti lesioni interne ed esterne ad edifici, oltreché il crollo di svariati calcinacci e del controsoffitto di un'abitazione, dalla quale è stata estratta viva una donna che ha riportato ferite lievi. | -             |
| 14 marzo 2025     | Costa Garganica, Puglia               | 4,6 ML                                | 4,8 Mw                                | IV                | Ore 20:37 locali, un terremoto di magnitudo Mw 4,8 è stato registrato nella Costa Garganica, ad una profondità di 8 km. | -             |
| 15 marzo 2025     | Isole Egadi, Sicilia                  | 4,1 ML                                | 4,1 Mw                                | IV                | Ore 21:45 locali, un terremoto di magnitudo ML 4,1 è stato registrato nelle Isole Egadi, ad una profondità di 6 km. | -             |
| 18 marzo 2025     | Potenza, Basilicata                   | 4,1 ML                                | 4,2 Mw                                | V                 | Ore 10:01 locali, un terremoto di magnitudo ML 4,1 è stato registrato a Potenza, ad una profondità di 13 km. | -             |
| 16 aprile 2025    | Mare Ionio, Sicilia                   | 4,8 ML                                | 4,4 Mw                                | IV                | Ore 03:26 locali, un terremoto di magnitudo ML 4,8 è stato registrato al largo della Costa ionico-calabra, a una profondità di 48 km. L'epicentro è stato localizzato a circa 50 km dalla costa, 72 km a SE di Reggio Calabria, 84 km a SE di Messina e 88 km a Est di Catania. La zona è caratterizzata da un’alta pericolosità sismica, come evidenziato dalla "Mappa della pericolosità sismica nazionale". Non è stata emessa un'allerta tsunami, poiché la magnitudo era sotto la soglia di attivazione di 5.5. | -             |